# Janina Ciechanowicz-McLean
Janina Ciechanowicz-McLean (ur. 17 listopada 1952 w Gdańsku) – polska prawniczka, prof. dr hab. nauk prawnych, profesor zwyczajny Katedry Prawa Gospodarczego Publicznego i Ochrony Środowiska Wydziału Prawa i Administracji Uniwersytetu Gdańskiego.

## Życiorys
Ukończył w 1967 Szkołę Podstawową nr 71 w Gdańsku-Przymorzu, w 1971 V Liceum Ogólnokształcące w Gdańsku, w 1975 Wydział Prawa i Administracji Uniwersytetu Mikołaja Kopernika w Toruniu. Po studiach podjęła pracę asystentki w Katedrze Finansów Wydziału Ekonomiki Produkcji UG. W 1980 uzyskała tytuł doktora (na Wydziale Prawa i Administracji UMK) i została adiunktem w Katedrze Finansów UG. W latach 1981–1982 była zastępcą dyrektora Instytutu Finansów i Rachunku Ekonomicznego UG, w latach 1982–1985 pełnomocnikiem rektora UG ds. kół naukowych. Od 1987 pracowała na stanowisku adiunkta w Katedrze Prawa Rolnego i Ochrony Środowiska na Wydziale Prawa i Administracji UG. W 1990 otrzymała  tytuł doktora habilitowanego nauk prawnych na podstawie oceny dorobku naukowego i pracy zatytułowanej Zasady ustalania odszkodowania w prawie międzynarodowym publicznym. W latach 1990–1993 była prodziekanem Wydziale Prawa i Administracji UG, w latach 1993–1996 prorektorem UG ds. studenckich. W latach 1992–1994 kierowała Katedrą Prawa Rolnego i Ochrony Środowiska. Od 1993 do 2004 profesor UG (uczelniany), w latach 1994–2016 kierownik Katedry Prawa Gospodarczego Publicznego i Ochrony Środowiska (od 2009 do 2019 także kierownik Zakładu Prawa Ochrony Środowiska w tej Katedrze) na Wydziale Prawa i Administracji UG. 18 października 2004 nadano jej tytuł profesora w zakresie nauk prawnych. W kadencji 2008–2012 zasiadała w Senacie UG.
Odbyła staże w Instytucie Finansów w Płowdiw (Bułgaria 1980), w Wyższej Szkole Ekonomicznej w Budapeszcie (Węgry 1983), w Wyższej Szkole Zawodowej w Harnoshand (Szwecja 1997), na Uniwersytecie w Edynburgu (Wielka Brytania 2006), na Uniwersytecie w Bergen (Norwegia 2011). Pracowała jednocześnie w latach 1994–2001 w Bałtyckiej Wyższej Szkole Humanistycznej w Koszalinie, której od 2000 do 2001 była rektorem. W latach 2001–2006 pracowała w Szkole Wyższej im. Pawła Włodkowica w Płocku. 
Wypromowała szesnaścioro doktorów, w tym Magdalenę Adamowicz. 
Mężatka, matka córki i syna. 

## Publikacje
- 2005: Regulacje prawne dotycząc odpadów ze statków w prawie polskim[1]
- 2005: Eutanazja i klonowanie a prawa człowieka[1]
- 2009: Multilateralism as a way of obtaining compliance in national environmental policies with international economic law[1]
- 2009: Prawo ochrony środowiska jako warunek prowadzenia działalności gospodarczej[1]
- 2009: Zasada zrównoważonego rozwoju w prawie polskim i międzynarodowym[1]

## Odznaczenia
- Złoty Krzyż Zasługi (1999)
- Medal Komisji Edukacji Narodowej (1995)
- Złoty Krzyż za Zasługi Położone dla Z.N.P. (2004)
- Medal Tysiąclecia Miasta Gdańska (1997)
- Srebrny Medal Uniwersytetu Gdańskiego „Doctrinae Sapientae Honestati” (2016)[3]
- Medal Zasłużony dla Uniwersytetu Gdańskiego (1996)
- Medal 25-lecia Fundacji Rozwoju Uniwersytetu Gdańskiego (2016)
- Medal 50-lecia Uniwersytetu Gdańskiego (2021)[4]
- Odznaka „Zasłużony dla Województwa Koszalińskiego” (1998)

Źródło:.

## Nagrody
- Nagroda „Nauczyciel Roku” im. Krzysztofa Celestyna Mrongowiusza (2019)[2]
- Nagroda Naukowa Rektora UG im. Profesora Karola Taylora (2021)[5]